# Pallacanestro Chieti
La Chieti Basket 1974 è la principale società di pallacanestro maschile di Chieti. È l'erede di una tradizione cestistica che a Chieti dura dal dopoguerra, con alterne fortune.

## Storia
Anni "eroici" a parte, l'amore tra Chieti ed il basket sbocciò tra la fine anni sessanta ed i primi anni settanta del secolo appena trascorso, anche e soprattutto per merito di due eccellenti tecnici jugoslavi che si sono alternati sulla panchina teatina: prima Boris Sinkovic e poi, dal 1969, Todor Lazic. Fu proprio sotto la guida tecnica di Lazic che, nel maggio 1971, l'allora Birra Moretti (sponsor di allora) centrò per la prima volta la promozione nella seconda serie nazionale vincendo per 67-61 lo spareggio contro Rieti disputato in campo neutro al Palalido di Milano. Nei successivi anni, terminata la guida tecnica di Lazic, sulla panchina si alternarono tecnici del calibro di Pippo Faina, Carlo Rinaldi, Claudio Vandoni e Nino Marzoli.
Al debutto nella Serie B 1971-1972 (che, appunto, all'epoca rappresentava il secondo livello nazionale) la Moretti chiuse in quarta posizione nel girone B, con un bilancio di 12 vittorie e 10 sconfitte. L'anno seguente terminò con un ottavo posto. Nel 1973-1974 si piazzò seconda nel proprio girone, ma la promozione in Serie A, appena ridenominata A1, sfumò nel successivo girone finale contro le migliori squadre degli altri gruppi. Cooptata nella nuovissima Serie A2 insieme ad altre nove società, si classificò all'ultimo posto nella seconda fase di detto campionato, cosa che condannò la compagine abruzzese ad una retrocessione in terza serie.
Dopo un paio di stagioni in cui la risalita in A2 svanì nelle fasi successive alla stagione regolare, la Rodrigo (questo il nuovo sponsor) conquistò la promozione al termine della Serie B 1977-1978, grazie al successo sulla Pallacanestro Livorno nello spareggio promozione giocato sul campo neutro di Roma. Questa seconda parentesi nel campionato di A2 durò tre stagioni, con la Rodrigo che si classificò rispettivamente undicesima e settima, prima del penultimo posto della stagione 1980-1981 che relegò la squadra nuovamente in Serie B.
Dopo diversi anni trascorsi nelle categorie minori sempre con la storica denominazione di "Chieti Basket" e avvalendosi del volenteroso e meritorio impegno dei teatini Cesidio Di Masso (tuttora impegnato a livello giovanile) e il mai abbastanza rimpianto Alessandro Giuliani (tragicamente scomparso nel 2008), nel 2004-2005 si concretizzò un progetto di rilancio della pallacanestro teatina, avviato da Paolo Grilli e proseguito, dopo la promozione in C1, con l'ingresso dell'Ingegner Gianni Di Cosmo in società. 
Nell'estate 2007 il club acquistò il titolo sportivo della Pallacanestro Roseto e prese parte a quattro campionati di B2. Nella stagione 2010-2011, con l'istituto bancario BLS come main sponsor, la Pallacanestro Chieti conquistò la promozione in Divisione Nazionale A dopo aver concluso al primo posto la regular season ed aver superato in finale lo Spider Basket Fabriano, tornando nella terza categoria del basket nazionale dopo un'assenza di 30 anni. 
L'anno successivo, da neopromossa, la squadra fu una delle rivelazioni del campionato: chiuse al primo posto la Division Sud-Est (nonostante una sequenza di infortuni che costringe a stop più o meno lunghi tutti i giocatori senior) e fu protagonista di playoff emozionanti, in cui superò 2-1 Treviglio in semifinale, venne battuta da Trento in finale e contese fino all'ultimo lo spareggio promozione a Trieste, cedendo solo dopo cinque tiratissimi confronti, risultando dunque la prima delle escluse dal campionato di Legadue. 
Alla fine del campionato 2011-2012 la squadra lasciò il PalaCUS 2 - Santa Filomena e tornò a giocare, per il campionato DNA 2012-2013, al PalaTricalle di Chieti, appena intitolato alla memoria di Sandro Leombroni, vecchia gloria della Chieti Basket nonché primo giocatore di Chieti a calcare i campi della massima serie con la Virtus Bologna, tragicamente deceduto qualche anno prima. Il club, al termine del campionato, ottenne un piazzamento utile per accedere, per il 2013-2014, al nuovo campionato Legadue Silver.
Il campionato 2013-2014, con il nuovo main sponsor, la società di progettazione Proger (che rimase fino al termine della stagione 2016-2017), il club dell'imprenditore Di Cosmo affidò la direzione generale al giovane manager marchigiano Michele Paoletti e terminò la regular season al nono posto, piazzamento che garantì l'accesso alla nuova Serie A2 Silver nonché l'accesso ai play-off per la promozione. In panchina intanto avvenne l'avvicendamento tra il locale Nino Marzoli, tornato dopo tanti anni sulla panchina teatina, e il casertano Maurizio Bartocci. La formazione teatina venne eliminata al primo turno play-off da Mantova, società quest'ultima poi promossa alla categoria superiore. Il campionato 2014-2015, con la panchina affidata a Massimo Galli, si concluse con un settimo posto. Nel campionato 2015-2016 la squadra militò in Serie A2 (non più suddivisa con criterio meritocratico in Gold e Silver) nel girone Est piazzandosi al dodicesimo posto, senza qualificarsi per i play-off promozione ma acquisendo una comoda e anticipata salvezza. Nella Serie A2 2016-2017 la compagine biancorossa si classificò terzultima nel girone Est dovendo così disputare i play-out, i quali comportarono la retrocessione in Serie B alla luce delle sconfitte nelle due serie contro Reggio Calabria e contro Forlì. Successivamente la società si sciolse. 
Nel giugno 2018 un gruppo di professionisti ed imprenditori locali, tra i quali Gabriele Marchesani - imprenditore attivo nel settore della macellazione e lavorazione di carni ovine - rilevò il diritto sportivo di Serie B della Unione Sportiva Basket Recanati e fondò la Teate Basket Chieti s.s.d. a r.l.. La squadra tornò dunque a disputare un campionato di rilievo nazionale. La prima stagione andò in archivio con l'eliminazione nella semifinale play-off contro Salerno, mentre l'anno seguente il campionato venne sospeso e in seguito dichiarato anticipatamente concluso per via della pandemia di COVID-19.
Nell'estate del 2020 venne modificata la denominazione sociale in Chieti Basket 1974, allo stesso tempo venne rilevato il titolo sportivo di Serie A2 dalla Poderosa Montegranaro. Dopo tre anni, Chieti tornò così a militare nella seconda serie nazionale di pallacanestro.
Al termine del campionato 2022-2023 la squadra retrocede dopo aver perso il play-out contro il Monferrato Basket. Nella Serie B Nazionale 2023-2024 arriva una penalizzazione di 4 punti legata ad alcuni mancati pagamenti avvenuti solo successivamente, ma il torneo si conclude con la salvezza diretta. In estate il presidente si dimette, ma la società riesce ad iscriversi comunque alla Serie B Nazionale 2024-2025.

## Colori
I colori sociali sono il bianco ed il rosso.

## Impegno nel sociale
Fin dai primi anni di presidenza di Gianni Di Cosmo, imprenditore edile fortemente radicato nel territorio, la società si è distinta per il proprio impegno in numerose iniziative di solidarietà e di respiro sociale. Tra queste, da ricordare le partite di beneficenza a sostegno dell'associazione SMICI (Sostegno Malattie Infiammatorie Croniche Intestinali) e per la ricostruzione dei campi da gioco nella città dell'Aquila in seguito al terremoto del 2009.
Nella stagione 2011-2012 la società è partner del Rotary Club Chieti, finanziando il Premio "Valerio Cianfarani", e testimonial del Centro Trasfusionale di Chieti nella campagna per la donazione del sangue, e del progetto "Vitamina Gi - Giovani Vitamine" proposto dall'Assessorato alle Politiche Giovanili e allo Sport in collaborazione con l'Assessorato alle Politiche Sociali della Provincia di Chieti, e finanziato dal Ministero della Gioventù. 
Nella stagione 2012-2013 viene ufficializzata la collaborazione con l'Università "D'Annunzio", che permette agli studenti dell'Ateneo di svolgere tirocini presso la società e di usufruire di condizioni di accesso agevolato agli incontri di campionato. Nel corso del campionato sono state inoltre sostenute diverse iniziative solidaristiche nazionali promosse da onlus quali AIRC (Giorni della Ricerca e Arance della Salute), Karibu Afrika (Progetto "Slums Dunk") ed Emergency (Programma Italia).